# Список умерших в 865 году

## Февраль
- 3 февраля — Ансгар (63), святой Римско-католической и православной церкви (местночтимый святой Берлинской и Германской епархии), первый епископ Гамбурга, епископ Бремена, названный «Апостолом севера» за заслуги по распространению христианства в Северной Германии, Дании и Швеции[1].

## Март
- 8 марта — Рудольф Фульдский, восточно-франкский хронист и агиограф, монах-бенедиктинец, один из авторов «Фульдских анналов»[2].

## Апрель
- 26 апреля — Пасхазий Радберт, франкский бенедиктинский монах и настоятель монастыря Корби, богослов, святой.

## Ноябрь
- 11 ноября — Эрнст I, франкский дворянин из рода Эрнсте, маркграф Норгдгау, сподвижник короля Людовика II Немецкого.

## Декабрь
- 14 декабря — Лотарь Хромой, церковный деятель Западно-Франкского королевства, аббат монастырей Сен-Жан-де-Реом в Мутье-Сен-Жане (861—865) и Сен-Жермен в Осере (863—865), представитель династии Каролингов[3].

## Дата смерти неизвестна или требует уточнения
- Айдар хан, 4-й правитель Волжской Булгарии.
- Раймунд I, граф Лиможа (841—863), граф Керси и граф Руэрга (849—863), граф Тулузы и Каркассона (852—863), маркиз Тулузы (855—863)[4].
- Роргон II, граф Мэна (853—865) из дома Роргонидов[5].
- Тигернах мак Фокартай, король Лагора (Южной Бреги) (836—865).
- Этельберт, король Кента (855—865) и Уэссекса (858—865)[6].